# Thelocactus bicolor
Thelocactus bicolor  je kaktus z rodu Thelocactus, původním výskytem v mnoha mexických státech a také v jižním Texasu. Druh je znám svou širokou variabilitou.

## Historie
Kaktus nalezl a poprvé popsal francouzský botanik Henri Guillaume Galeotti v roce 1848 jako Echinocactus bicolor, pro jeho dvoubarevné trny.

## Popis
Modro-zelené tělo má kulovitý, později lehce válcovitý tvar o průměru až 10 cm. Největší kusy mohou dosahovat až půlmetrové výšky při průměru 15 cm. Tělo je rozděleno 8–13 lehce spirálovitými žebry s areolami, které nesou až 15 okrajových trnů a až 4 středové dvoubarevné trny. Fialovo-červené, až 6 cm široké lesklé květy vyrůstají z temene již u menších exemplářů, přičemž se rozvíjejí na plném slunci ve dne během jarních a letních měsíců.

## Výskyt a variety
Thelocactus bicolor má v rámci rodu největší oblast rozšíření, která se rozkládá od jižních oblastí USA po téměř celé území severního Mexika. Takto velká oblast rozšíření se odráží i ve velké variabilitě tohoto druhu: bylo popsáno množství poddruhů a variet, jejichž opodstatněnost může někdy být až sporná. Příklady variet:
- Thelocactus bicolor ssp. bolaensis – varieta vyskytující se v pohoří Sierra Bola (odtud název) v jihozápadní části mexického státu Coahuila se od základního druhu liší především trsovitým růstem a kuželovitými stonky. Květ je fialovo-červený a otrnění je světlé až bílé, takže není tak barevně pestré jako u základního druhu.[4][6][8]
- Thelocactus bicolor var. tricolor – pouze barevně odlišná varieta od základního druhu, kdy jsou trny v odstínech červené, oranžovo-žluté a bílé, a to i v jedné areole.[7][9]
- Thelocactus bicolor ssp. schwarzii – někdy považován za samostatný druh T. schwarzii.[6] Od základního druhu se odlišuje absencí středového trnu a oblastí výskytu v mexickém státu Tamaulipas.
- Thelocactus bicolor ssp. heterochromus – vyskytuje se v mexickém státu Durango. Robustní polokulovité kaktusy se silnými barevnými trny a nádhernými květy o průměru až 10 cm byly dříve považovány také za samostatný druh.[3]

## Galerie

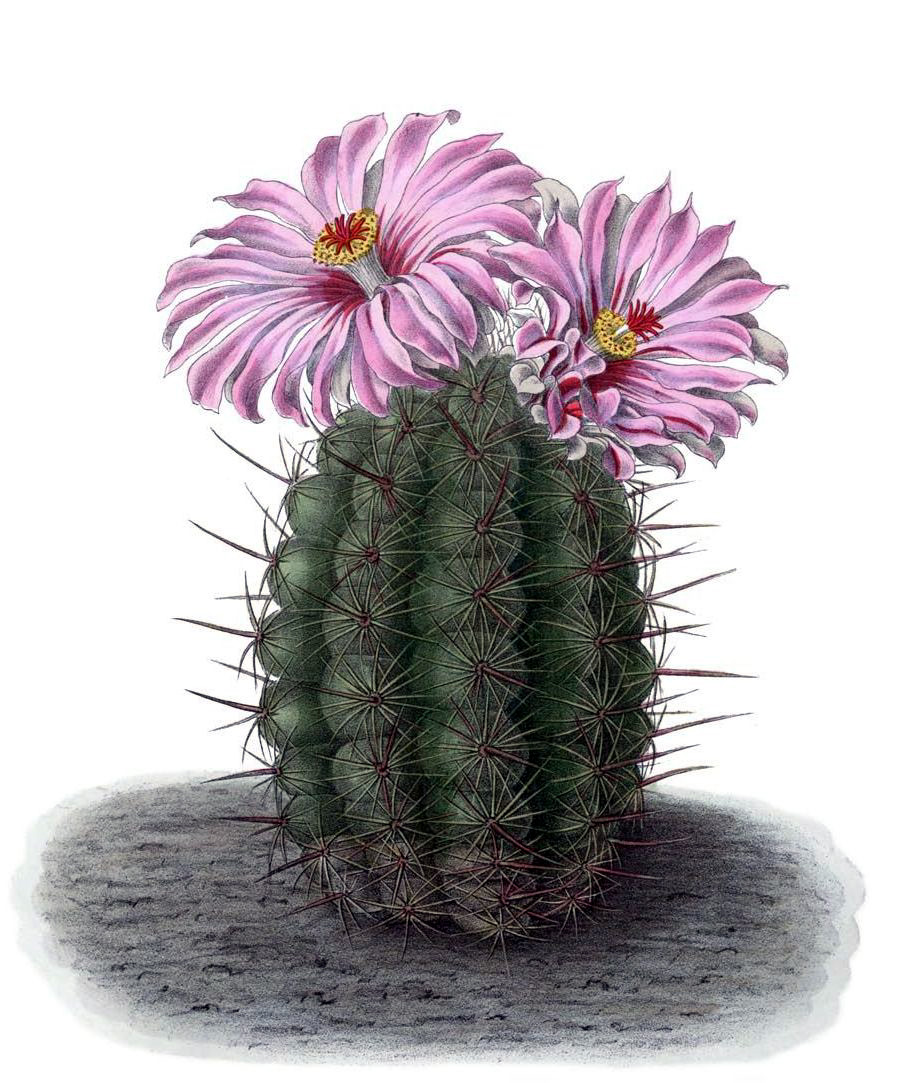
Th. bicolor - ilustrace z roku 1904
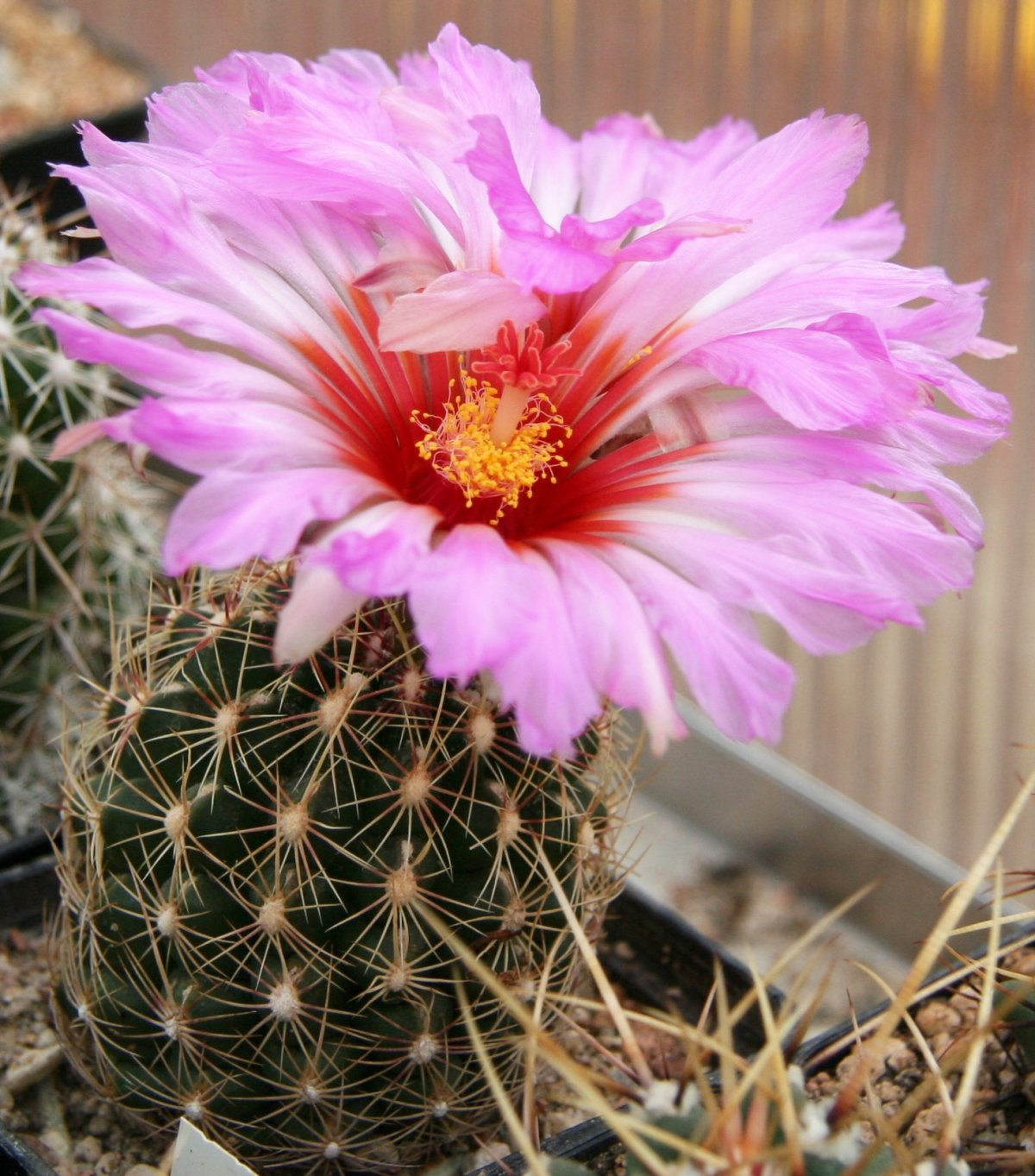
Th. bicolor ssp. schwarzii
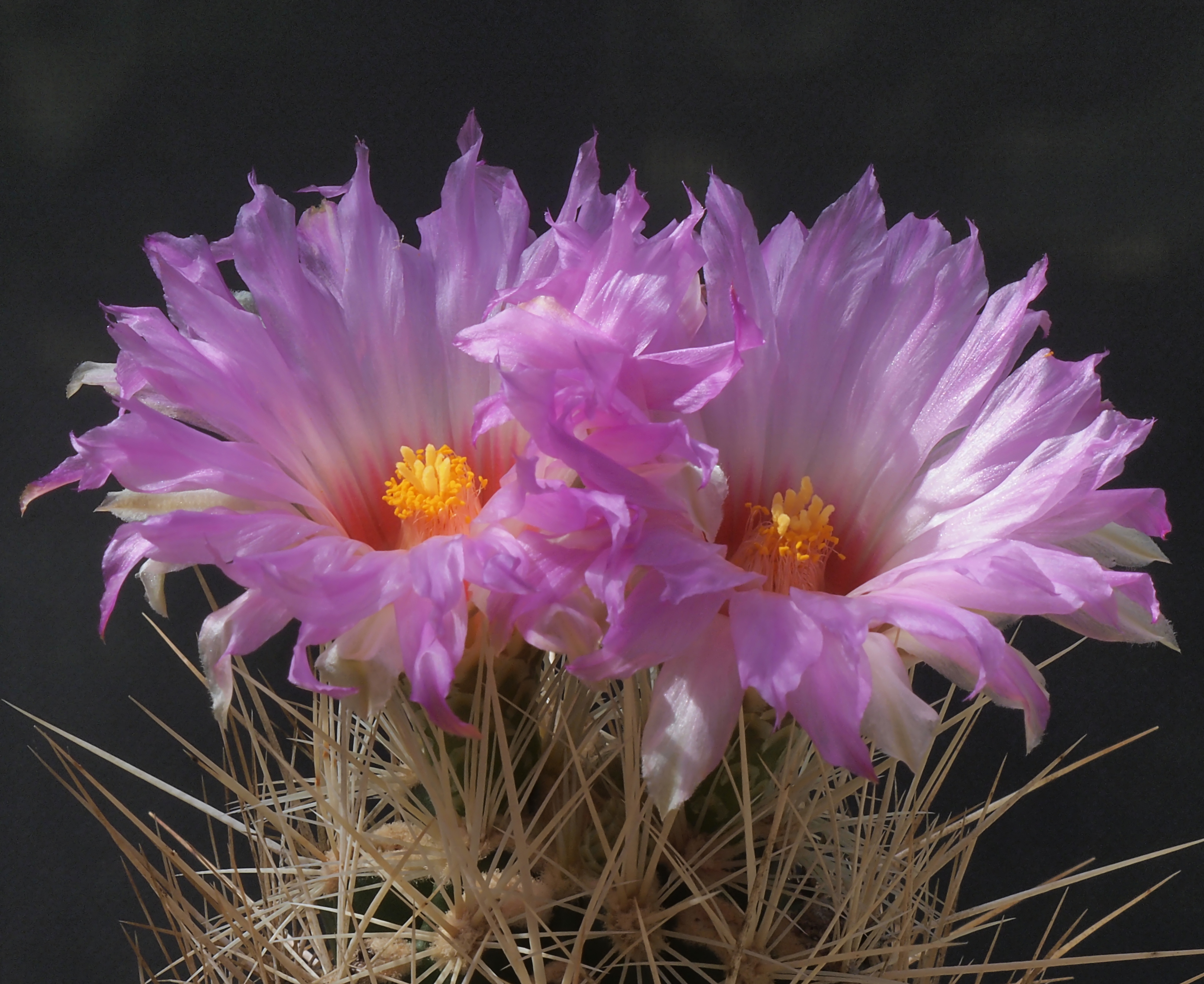
Květy Th. bicolor ssp. bolaensis
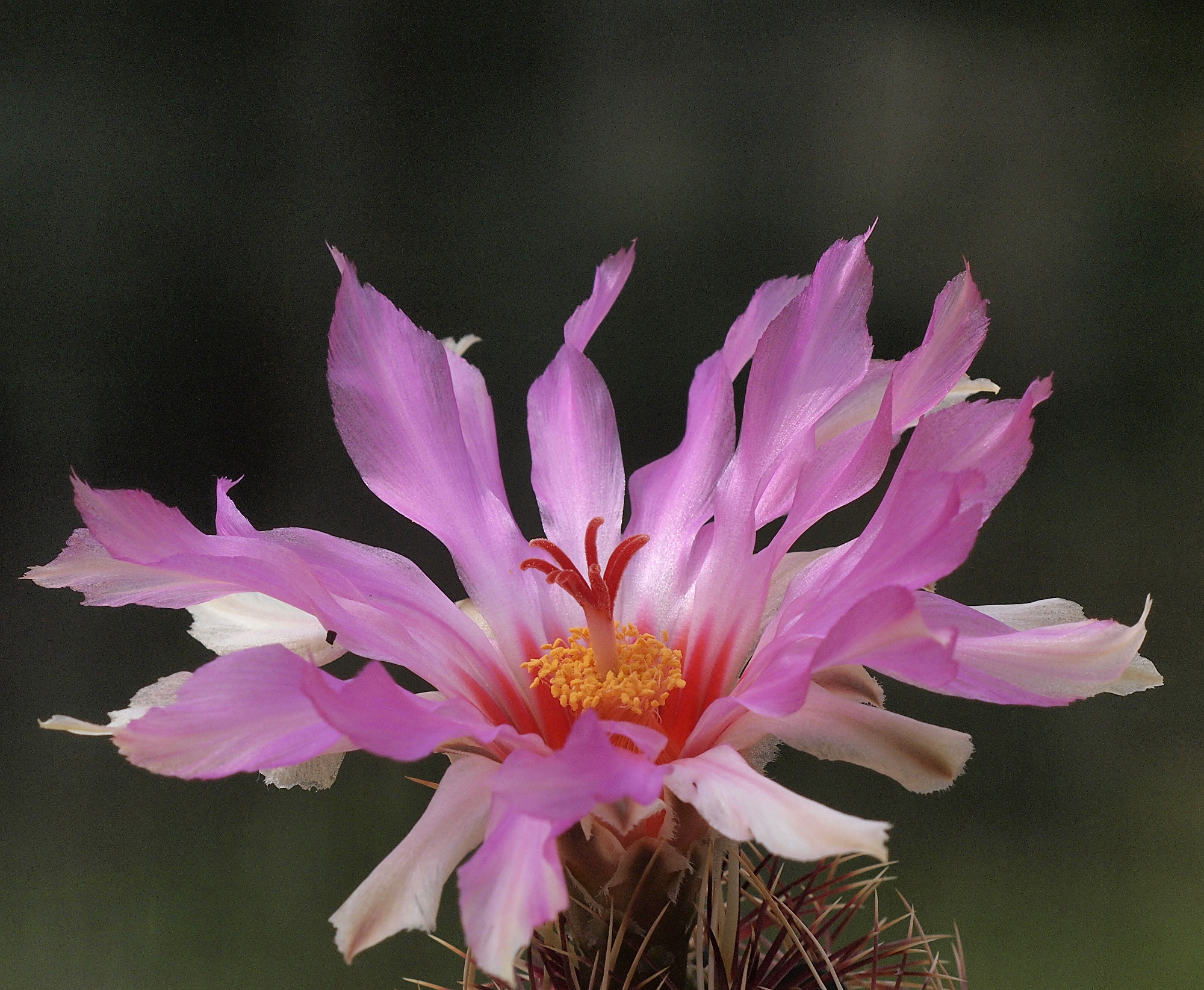
Květ Th. bicolor ssp. texensis
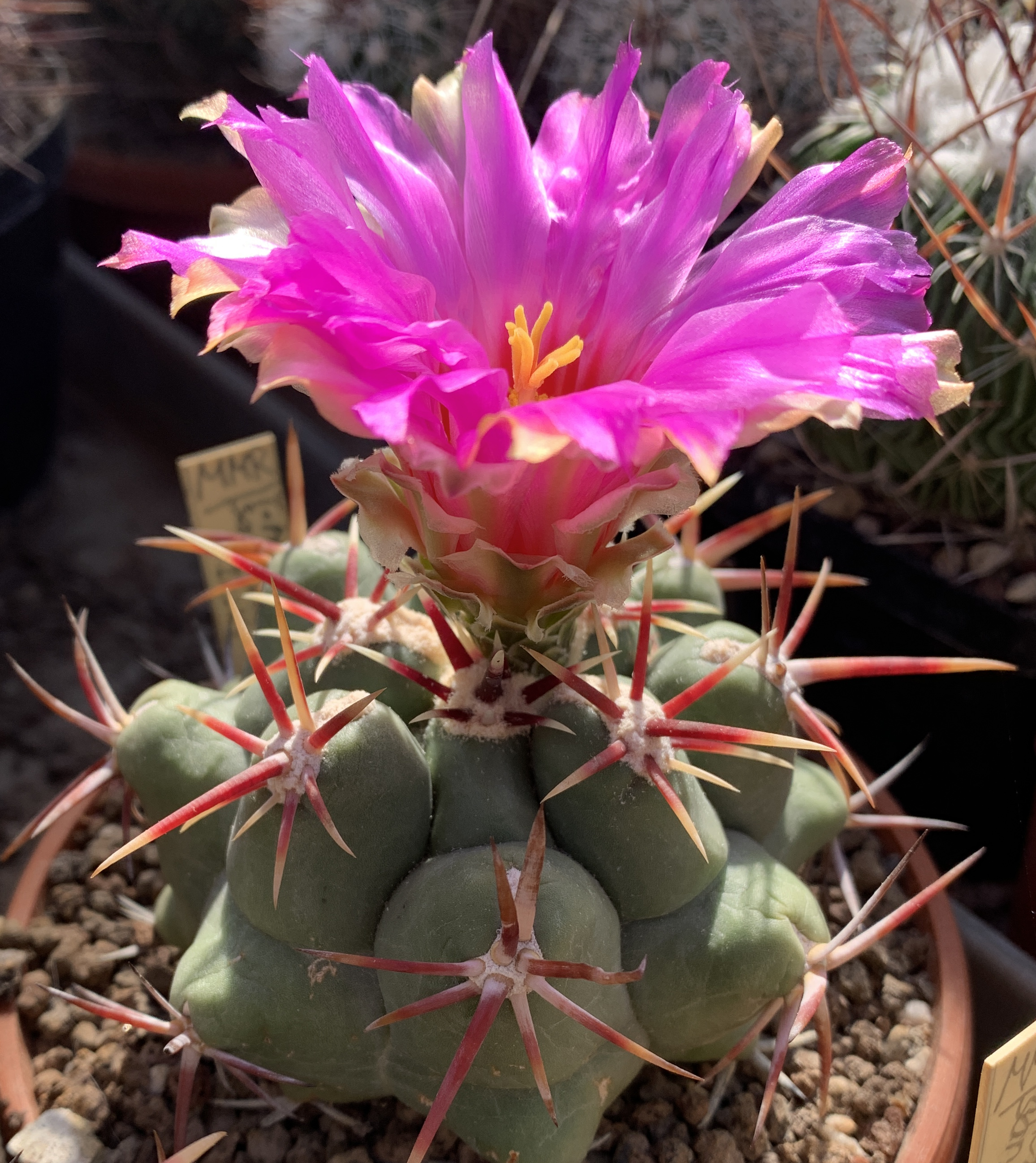
Th. bicolor ssp.  heterochromus
- Časosběrné video kvetení Th. bicolor